# UPI College Basketball Coach of the Year
L'UPI College Basketball Coach of the Year è stato un premio conferito annualmente agli allenatori del campionato di pallacanestro NCAA Division I dall'agenzia di stampa statunitense United Press International.
Il premio venne istituito nel 1955 e cessò di essere assegnato nel 1996.

## Albo d'oro
| Anno | Allenatore        | College                 | Record | Risultato finale   |
| ---- | ----------------- | ----------------------- | ------ | ------------------ |
| 1955 | Phil Woolpert     | S. Francisco Dons       | 28-1   | Campione NCAA      |
| 1956 | Phil Woolpert (2) | S. Francisco Dons       | 29-0   | Campione NCAA      |
| 1957 | Frank McGuire     | N. Carol. Tar Heels     | 32-0   | Campione NCAA      |
| 1958 | Tex Winter        | KSU Wildcats            | 22-5   | Final Four NCAA    |
| 1959 | Adolph Rupp       | Kentucky Wildcats       | 24-3   | Sweet 16 NCAA      |
| 1960 | Pete Newell       | Calif. G. Bears         | 28-2   | Finalista NCAA     |
| 1961 | Fred Taylor       | Ohio State Buckeyes     | 27-1   | Finalista NCAA     |
| 1962 | Fred Taylor (2)   | Ohio State Buckeyes     | 26-2   | Finalista NCAA     |
| 1963 | Ed Jucker         | Cincinnati Bearcats     | 26-2   | Finalista NCAA     |
| 1964 | John Wooden       | UCLA Bruins             | 30-0   | Campione NCAA      |
| 1965 | Dave Strack       | Michigan Wolverines     | 24-4   | Finalista NCAA     |
| 1966 | Adolph Rupp (2)   | Kentucky Wildcats       | 27-2   | Finalista NCAA     |
| 1967 | John Wooden (2)   | UCLA Bruins             | 30-0   | Campione NCAA      |
| 1968 | Guy Lewis         | Houston Cougars         | 31-2   | Final Four NCAA    |
| 1969 | John Wooden (3)   | UCLA Bruins             | 29-1   | Campione NCAA      |
| 1970 | John Wooden (4)   | UCLA Bruins             | 28-2   | Campione NCAA      |
| 1971 | Al McGuire        | Marquette G. Eagles     | 28-1   | Sweet 16 NCAA      |
| 1972 | John Wooden (5)   | UCLA Bruins             | 30-0   | Campione NCAA      |
| 1973 | John Wooden (6)   | UCLA Bruins             | 30-0   | Campione NCAA      |
| 1974 | Digger Phelps     | Notre Dame F. Irish     | 26-3   | Sweet 16 NCAA      |
| 1975 | Bob Knight        | Indiana Hoosiers        | 31-1   | Elite 8 NCAA       |
| 1976 | Tom Young         | Rutgers Scarlet Knights | 31-2   | Final Four NCAA    |
| 1977 | Bob Gaillard      | S. Francisco Dons       | 29-2   | Secondo turno NCAA |
| 1978 | Eddie Sutton      | Ark. Razorbacks         | 32-4   | Final Four NCAA    |
| 1979 | Bill Hodges       | Ind. St. Sycamores      | 33-1   | Finalista NCAA     |
| 1980 | Ray Meyer         | DePaul B. Demons        | 26-2   | Primo turno NCAA   |
| 1981 | Ralph Miller      | Oregon St. Beavers      | 26-2   | Secondo turno NCAA |
| 1982 | Norm Stewart      | Missouri Tigers         | 27-4   | Sweet 16 NCAA      |
| 1983 | Jerry Tarkanian   | UNLV R. Rebels          | 28-3   | Primo turno NCAA   |
| 1984 | Ray Meyer (2)     | DePaul B. Demons        | 27-3   | Secondo turno NCAA |
| 1985 | Lou Carnesecca    | St. John's R. Storm     | 31-4   | Final Four NCAA    |
| 1986 | Mike Krzyzewski   | Duke Blue Devils        | 37-3   | Finalista NCAA     |
| 1987 | John Thompson     | Georgetown Hoyas        | 29-5   | Elite 8 NCAA       |
| 1988 | John Chaney       | Temple Owls             | 32-2   | Elite 8 NCAA       |
| 1989 | Bob Knight        | Indiana Hoosiers        | 27-8   | Sweet 16 NCAA      |
| 1990 | Jim Calhoun       | UConn Huskies           | 31-6   | Elite 8 NCAA       |
| 1991 | Rick Majerus      | Utah Utes               | 30-4   | Sweet 16 NCAA      |
| 1992 | Perry Clark       | Tulane G. Wave          | 22-9   | Secondo turno NCAA |
| 1993 | Eddie Fogler      | Vand. Commodores        | 28-6   | Sweet 16 NCAA      |
| 1994 | Norm Stewart (2)  | Missouri Tigers         | 28-4   | Elite 8 NCAA       |
| 1995 | Leonard Hamilton  | Miami Hurricanes        | 15-13  | Primo turno NIT    |
| 1996 | Gene Keady        | Purdue Boilermakers     | 26-6   | Secondo turno NCAA |